# Angelo Rojch
Angelo Rojch (Galtellì, 25 marzo 1935) è un politico italiano.

## Biografia
Laureato in pedagogia, è stato consigliere regionale in Sardegna dal 1969 al 1987 per la Democrazia Cristiana. È stato capogruppo consiliare del proprio partito, assessore dell'igiene e sanità dal 1979 al 1980 e anche presidente della regione Sardegna dal 1982 al 1984. 
Nel 1987 viene eletto deputato per la prima volta con la DC, venendo poi confermato alla Camera anche nel 1992 con oltre 35.000 preferenze. 
Nel 1994 lascia la DC per candidarsi nel collegio di Tortolì con la lista civica Patto per l'Ogliastra, ma la sua campagna elettorale viene interrotta da un'inchiesta della magistratura per truffa alla Comunità Europea nei corsi professionale e per voto di scambio. Nell'ambito di tale inchiesta, ha subito 30 giorni di custodia cautelare ed è poi stato assolto con formula piena dalle relative imputazioni. 
Ha quindi ripreso l'attività politica, prima nel 1998 nell'UDR insieme a Mario Floris, e poi nel movimento da lui fondato dei Democratici Cristiani Sardi. Successivamente ha aderito all'UDEUR di Clemente Mastella.